# Scatman's World
Scatman's World es el álbum debut del rapero Scatman John que fue publicado en 1995. El nombre del álbum hace referencia a una tierra imaginaria creada por Scatman John llamada Scatland y que según declaraciones de él:

Si se preguntan dónde está Scatland no tiene que mirar muy lejos, esta en sus sueños más profundos y cálidos deseos.

El álbum fue muy bien acogido en países europeos y asiáticos especialmente en Japón en donde el álbum vendió más de 1 500 000 de copias. El álbum contiene "Scatman's World" y "Scatman (Ski-Ba-Bop-Ba-Dop-Bop)", tal vez los más grandes éxitos de Scatman. El álbum ha vendido más de 3 millones de copias alrededor del mundo y sus 4 singles han vendido más de 8 millones de copias.

## Lista de canciones
1. "Welcome to Scatland"  – 0:49
2. "Scatman's World"  – 3:40
3. "Only You"  – 3:42
4. "Quiet Desperation"  – 3:51
5. "Scatman (Ski-Ba-Bop-Ba-Dop-Bop)"  – 3:30
6. "Sing Now!"  – 3:38
7. "Popstar"  – 4:13
8. "Time (Take Your Time)"  – 3:41
9. "Mambo Jambo"  – 3:30
10. "Everything Changes"  – 4:38
11. "Song of Scatland"  – 5:05
12. "Hi, Louis"  – 2:34
13. "Scatman" [Game Over Jazz]  – 5:03 (Bonus track)
14. "Scatman" [Spike Mix]  – 6:43 (Bonus track Japonés)